# Saupark Springe

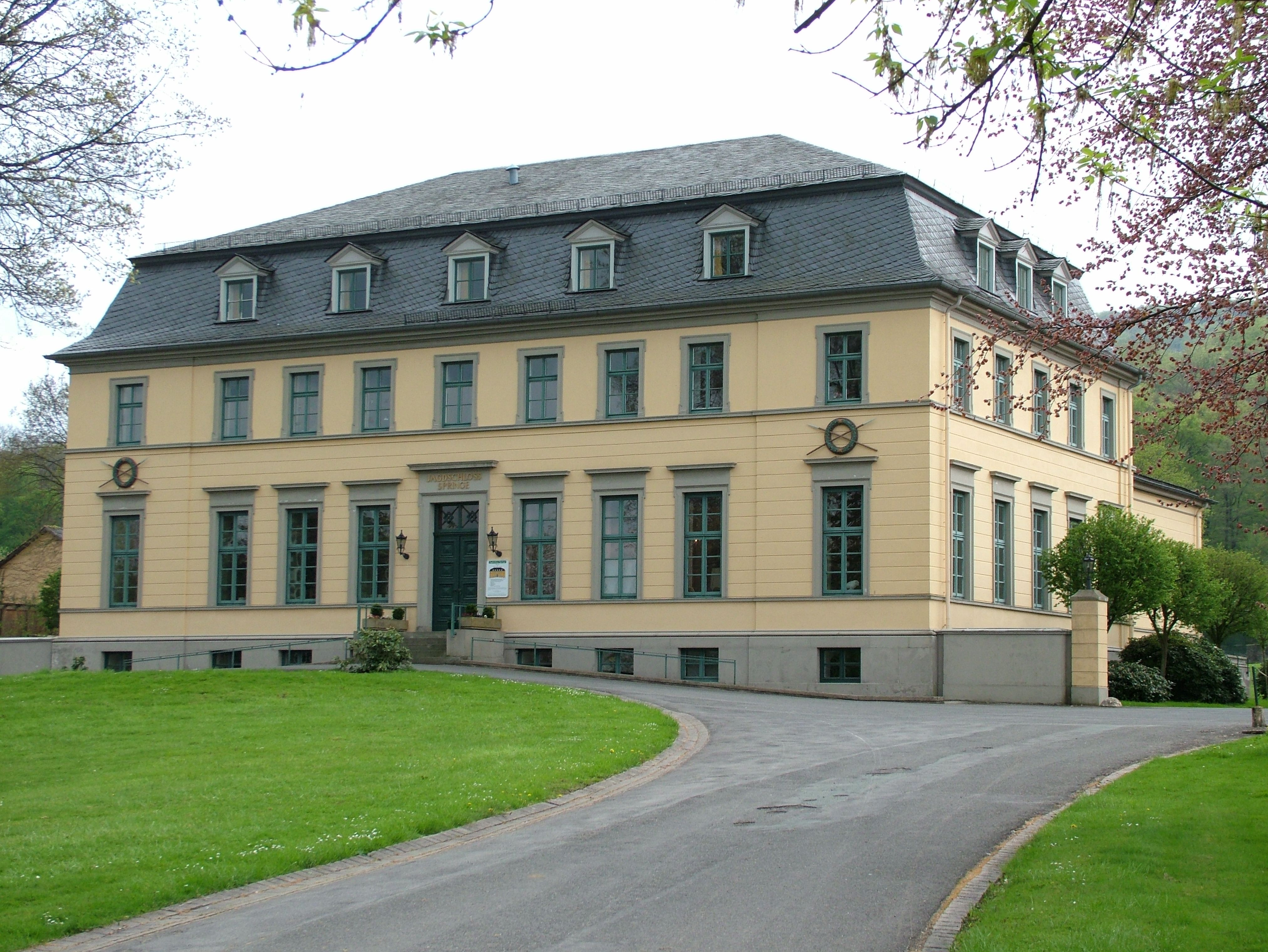
Jachtslot in het Saupark.

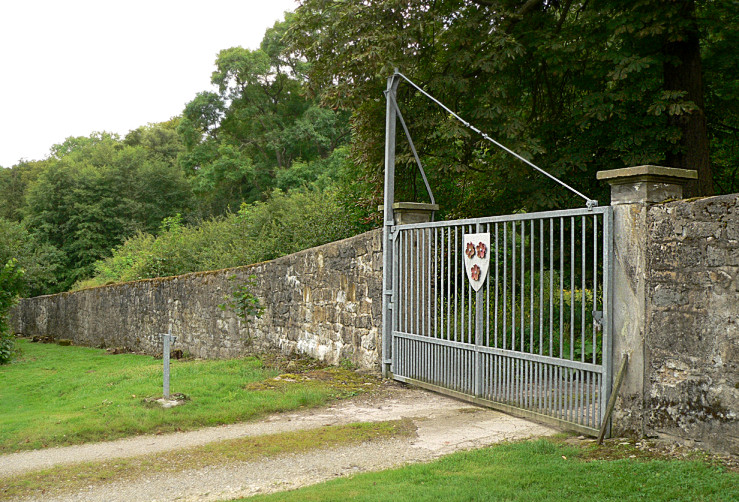
De muur rond het Saupark.

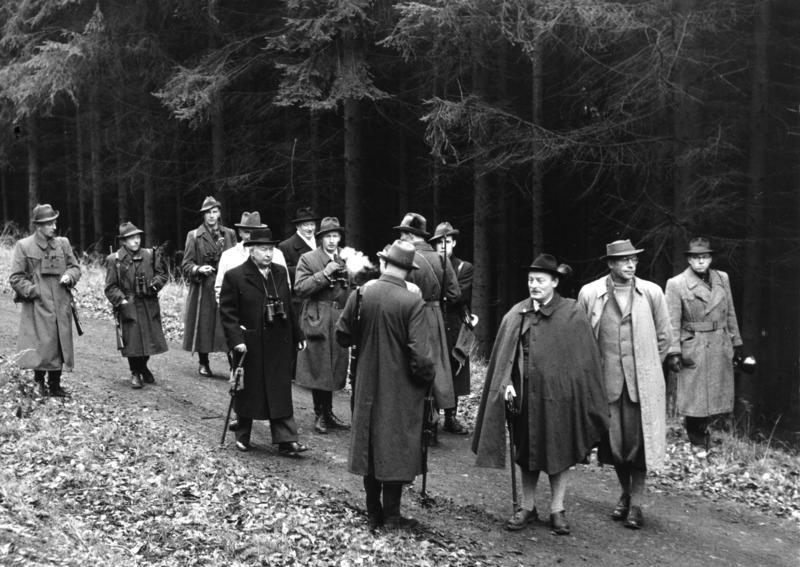
De Duitse bondspresident Theodor Heuss met diplomaten op jacht in het Saupark (1953). Heuss is de man in het midden met stok en verrekijker.

Het Saupark Springe (letterlijk: Zwijnenpark) is een wildpark nabij de Duitse stad Springe in de Duitse deelstaat Nedersaksen. Het park met een oppervlakte van ca. 14 km² wordt omsloten door een 18 km lange muur.
De aanleiding voor het ontstaan van het Saupark was een vonnis uit 1815, waarin de koningen van Hannover werden verplicht om schade door het wild te voorkomen en het wildbestand uit te dunnen. Ook dienden zij de door het jachtwild aangerichte schade te vergoeden. Koning Willem liet hierop vanaf 1836 een bosgebied ten zuidoosten van Springe ommuren, zodat hij een wildbaan kreeg waar hij vrij kon jagen, terwijl het wild geen te vergoeden schade kon aanrichten buiten het park. Zijn zoon Ernst August die hem in 1837 opvolgde liet tussen 1839 en 1841 een jachtslot bouwen naar een ontwerp van Georg Ludwig Friedrich Laves. In 1871 kwamen de jachtrechten in het bezit van de Duitse keizer Wilhelm I, die het jachtslot liet uitbreiden. Sinds 1945 is de minister-president van de deelstaat Nedersaksen jachtmeester. Het park werd in 1954 samen met de aangrenzende bossen op de Nesselberg beschermd natuurgebied, maar het is wel open voor recreatief gebruik.
In het jachtslot is een jachtmuseum ingericht. Op de Hallermundskopf in het park zijn de resten van de burcht Hallermund bewaard gebleven. Het bekendste onderdeel van het park is het Wisentgehege Springe, dat een belangrijke rol speelde bij de herintroductie van de wisent in het wild. Het ligt in het noordoosten van het Saupark.